# Campionat del món de ciclocròs júnior masculí
El Campionat del món de ciclocròs júnior és una de les curses ciclistes que formen part dels Campionats del món de ciclocròs. La cursa és organitzada per la Unió Ciclista Internacional i es disputa anualment a un país diferent al final de la temporada de ciclocròs, a la darreria de gener. La primera edició data del 1996 i està reservada a ciclistes amb edats de 17 a 18 anys. El guanyador de la prova obté el mallot irisat que ostenta durant l'any següent al campionat en totes les competicions de categoria júnior en què pren part.

## Palmarès
| Any  | Or                                     | Plata                 | Bronze              |
| 1979 | José Iñaki Vijandi                     | Bart Musschoolt       | Heinz Matschke      |
| 1980 | Radomír Šimůnek sr                     | Jokin Mujika          | Bernard Woodti      |
| 1981 | Rigobert Matt                          | Miroslav Kvasnicka    | Konrad Morf         |
| 1982 | Beat Schumacher                        | Erwin Nijboer         | Radovan Fořt        |
| 1983 | Roman Kreuziger                        | Martin Hendriks       | Petr Hric           |
| 1984 | Ondrej Glajza                          | Robert Dane           | Richard Koberna     |
| 1985 | Beat Wabel                             | Jürgen Sprich         | Wim de Vos          |
| 1986 | Stuart Marshall                        | Beat Brechbühl        | Wim de Vos          |
| 1987 | Marc Janssens                          | Ralph Berner          | Tomas Port          |
| 1988 | Thomas Frischknecht                    | Maik Müller           | Daniel Rech         |
| 1989 | Richard Groenendaal                    | Emmanuel Magnien      | Chris Bertotti      |
| 1990 | Eric Boezewinkel                       | Jérôme Chiotti        | Niels van der Steen |
| 1991 | Ondřej Lukes                           | Jiří Pospíšil         | Dariusz Gil         |
| 1992 | Roger Hammond                          | Vojtěch Bachleda      | Jan Faltýnek        |
| 1993 | Kamil Ausbuher                         | Jaromír Friede        | Miguel Martinez     |
| 1994 | Gretienus Gommers                      | Kamil Ausbuher        | Ben Berden          |
| 1995 | Zdeněk Mlynář                          | Guillaume Benoist     | Stefan Bunter       |
| 1996 | Roman Peter                            | Gaizka Lejarreta      | Gregory Lapalud     |
| 1997 | David Rusch                            | Stefano Toffoletti    | Steffen Weigold     |
| 1998 | Michael Baumgartner                    | Stefano Toffoletti    | Davy Commeyne       |
| 1999 | Matthew Kelly                          | Sven Vanthourenhout   | Thijs Verhagen      |
| 2000 | Bart Aernouts                          | Walker Ferguson       | David Kasek         |
| 2001 | Martin Bína                            | Radomír Šimůnek jr    | Jan Kunta           |
| 2002 | Kevin Pauwels                          | Krysztof Kuzniak      | Zdeněk Štybar       |
| 2003 | Lars Boom                              | Eddy van Ijzendoorn   | Zdeněk Štybar       |
| 2004 | Niels Albert                           | Roman Kreuziger       | Clément Lhotellerie |
| 2005 | Davide Malacarne                       | Julien Taramarcaz     | Christoph Pfingsten |
| 2006 | Boy van Poppel                         | Róbert Gavenda        | Tom Meeusen         |
| 2007 | Joeri Adams                            | Daniel Summerhill     | Jiří Polnický       |
| 2008 | Arnaud Jouffroy                        | Peter Sagan           | Lubomír Petruš      |
| 2009 | Tijmen Eising                          | Corné van Kessel      | Alexandre Billon    |
| 2010 | Tomáš Paprstka                         | Julian Alaphilippe    | Emiel Dolfsma       |
| 2011 | Clément Venturini                      | Fabien Doubey         | Loïc Doubey         |
| 2012 | Mathieu van der Poel                   | Wout Van Aert         | Quentin Jauregui    |
| 2013 | Mathieu van der Poel                   | Martijn Budding       | Adam Toupalik       |
| 2014 | Thijs Aerts                            | Yannick Peeters       | Jelle Schuermans    |
| 2015 | Simon Andreassen                       | Eli Iserbyt           | Max Gulickx         |
| 2016 | Jens Dekker                            | Mickaël Crispin       | Thomas Bonnet       |
| 2017 | Thomas Pidcock                         | Daniel Tulett         | Ben Turner          |
| 2018 | Ben Tulett                             | Tomáš Kopecký         | Ryan Kamp           |
| 2019 | Ben Tulett                             | Witse Meeussen        | Ryan Cortjens       |
| 2020 | Thibau Nys                             | Lennert Belmans       | Emiel Verstrynge    |
| 2021 | No es disputà per la pandèmia COVID-19 |                       |                     |
| 2022 | Jan Christen                           | Aaron Dockx           | Nathan Smith        |
| 2023 | Léo Bisiaux                            | Senna Remijn          | Yordi Corsus        |
| 2024 | Stefano Viezzi                         | Keije Solen           | Kryštof Bazant      |
| 2025 | Mattia Agostinacchio                   | Soren Bruyère Joumard | Filippo Grigolini   |

## Medaller
| Posició | País           | Or | Plata | Bronze | Total |
| 1       | Països Baixos  | 9  | 7     | 7      | 23    |
| 2       | Bèlgica        | 7  | 8     | 7      | 22    |
| 3       | Suïssa         | 7  | 2     | 3      | 12    |
| 4       | Regne Unit     | 5  | 2     | 2      | 9     |
| 5       | Txèquia        | 4  | 5     | 8      | 17    |
| 6       | Txecoslovàquia | 4  | 3     | 6      | 13    |
| 7       | França         | 3  | 7     | 7      | 17    |
| 8       | Itàlia         | 3  | 2     | 2      | 7     |
| 9       | Alemanya       | 1  | 3     | 3      | 7     |
| 10      | Espanya        | 1  | 2     | 0      | 3     |
| 10      | Estats Units   | 1  | 2     | 0      | 3     |
| 12      | Dinamarca      | 1  | 0     | 0      | 1     |
| 13      | Eslovàquia     | 0  | 2     | 0      | 2     |
| 14      | Polònia        | 0  | 1     | 1      | 2     |
| Total   | Total          | 46 | 46    | 46     | 138   |